# Лоцо Атестино
Лоцо Атестино (итал. Lozzo Atestino) је насеље у Италији у округу Падова, региону Венето.
Према процени из 2011. у насељу је живело 2072 становника. Насеље се налази на надморској висини од 17 м.

## Становништво
Према резултатима пописа становништва 2011. у општини је живело 3.179 становника.
| 1951. | 1961. | 1971. | 1981. | 1991. | 2001. | 2011. |
| ----- | ----- | ----- | ----- | ----- | ----- | ----- |
| 4.353 | 3.291 | 3.101 | 3.035 | 3.123 | 3.108 | 3.179 |